# HJ-Schulführer
Zu HJ-Schulführern wurden bald nach der Machtübernahme der Nationalsozialisten im Jahre 1933 an Höheren Lehranstalten wie Oberschulen, Gymnasien oder Lyzeen Schüler und Schülerinnen berufen, die in der Hitlerjugend (HJ), beim Deutschen Jungvolk (DJ) oder beim Bund Deutscher Mädel (BDM) Führungspositionen innehatten. Die Berufung zum Schulführer oder zur Schulführerin, meist waren es Schüler und Schülerinnen der Oberklassen, erfolgte im Zusammenwirken der örtlichen Führung der Hitlerjugend mit der Schulbehörde, in der extra eine Schuldienststelle der HJ eingerichtet war.
Der Schulführer sollte zur ideologischen Ausrichtung der Schülerschaft beitragen und zugleich Vorbild sein. So trat er gemeinsam mit der Schülerschaft öffentlich bei Schulveranstaltungen auf, war mit der Schulleitung jeweils bei der Eröffnung des Schuljahres dabei und auch bei der Flaggeneinholung vor Ferienbeginn sowie der Flaggenhissung bei Wiederaufnahme des Schulbetriebes nach den Ferien.
An Nationalen Feiertagen wie dem 30. Januar („Machtergreifung“), 20. April (Führers Geburtstag) oder dem 9. November (Marsch zur Feldherrnhalle) war er bei der Gestaltung der schulinternen Gedenkfeiern beteiligt und ergriff das Wort.
Sein oder ihr Votum war unter Umständen bei der Zeugnisvergabe gefragt und konnte bei Versetzungen mitentscheidend sein, wenn z. B. die schulischen Leistungen durch zu intensiven Einsatz und zeitliche Inanspruchnahme in der Hitlerjugend oder im Bund deutscher Mädel beeinträchtigt waren.